# Kamela Islamaj
Kamela Islamaj, ibland Islami, är en albansk sångerska född 8 juni 1987 i Korça. Med låten "Gjëra të thjeshta" slutade hon på en tredje plats i Festivali i Këngës 48, bakom segrande Juliana Pasha och tvåan Anjeza Shahini.

## Biografi
Islamaj föddes år 1987 i staden Korça i södra Albanien. Vid sex års ålder började hon ta pianolektioner. Efter att ha studerat musik vid Tefta Tashko-Koço skolan i Korça ställde hon upp i den albanska talangjakten, likt Idol, Ethet e së premtes mbrëma. 
År 2007 ställde hon för första gången upp i Top Fest. Året därpå var hon med i duettdagen vid Festivali i Këngës 47. Hon framförde tillsammans med Julian Lekocaj en duettversion av hans tävlingsbidrag "Nuk je ti". Lekocaj kom senare att sluta sist i finalen. I december 2009 ställde hon för första gången upp med ett eget bidrag då hon i Festivali i Këngës 48 deltog med låten "Gjëra të thjeshta". I duettrundan framförde hon en bejublad duettversion av låten tillsammans med Kristi Popa. I finalen fick hon 116 poäng vilket räckte till en tredje plats, slagen av vinnaren Juliana Pasha med 17 poäng samt 2 poäng av tvåan Anjeza Shahini. 
Under våren 2010 deltog hon i Top Fest 7 med låten "Jetoj pa ty". I december samma år deltog hon i Festivali i Këngës 49 med låten "Jetova për ty". Hon tog sig till final och fick där 12 poäng vilket räckte till en tionde plats av 18 bidrag. 2011 ställde hon, för tredje året i rad, upp i tävlingen då hon med bidraget "Mbi yje" deltog i Festivali i Këngës 50. Islamaj tog sig även för tredje året i rad till finalen, och fick där 25 poäng (som högst fick hon en 8 av maximala 12 poäng av en jurymedlem). Hon slutade delad sexa med Endri och Stefi Prifti, slagen med 52 poäng av vinnaren Rona Nishliu.
2013 deltog Islamaj i Top Fests tionde upplaga med den rockinfluerade låten "Pa limit" (utan gräns). Hon framförde låten den 4 april 2013 under tävlingens 10:e vecka.